# Zeroville
Zeroville è un film del 2019 diretto da James Franco.
Pellicola statunitense basata sull'omonimo romanzo del 2007 di Steve Erickson. Nel cast figurano James Franco, Megan Fox, Seth Rogen, Joey King, Danny McBride, Craig Robinson e Jacki Weaver.

## Trama
Nel 1969 Vikar, un fanatico del cinema giunto a Hollywood con grandi aspirazioni, trova lavoro in uno studio cinematografico, dove imparerà a conoscere il lato oscuro di Hollywood.

## Produzione
Il film è stato annunciato per la prima volta a marzo 2011, quando il romanzo di Steve Erickson è stato scelto dall'attore James Franco per un lungometraggio. Il 24 ottobre 2014 il cast si è unito alla produzione della pellicola.
Le riprese principali del film sono iniziate il 24 ottobre 2014 a Los Angeles. Alcune scene sono state girate a Pasadena.

## Distribuzione
La distribuzione, originariamente prevista nel 2015 da Alchemy, fu sospesa per fallimento dell'azienda e in seguito affidata a myCinema. La pellicola è uscita il 20 settembre 2019 in un numero limitato di sale.

## Accoglienza
Il film ha ricevuto recensioni ampiamente negative.

## Riconoscimenti
- 2019 - Razzie Awards
  - Candidatura per il Peggior attore a James Franco
  - Candidatura per il Peggior attore non protagonista a Seth Rogen
  - Candidatura per il Peggior regista a James Franco